# Premi Flaiano 2020
La cerimonia di premiazione della 47ª edizione dei Premi Flaiano ha avuto luogo il 5 luglio 2020 a Pescara presso il Teatro monumento Gabriele D'Annunzio. 
La serata è stata trasmessa in diretta su Rete8, in replica nazionale su Rai 3, con la conduzione di Martina Riva. Durante la cerimonia di premiazione, l'Associazione Culturale Ennio Flaiano ha assegnato la statuetta del Pegaso d'oro a personalità che nel corso della precedente stagione culturale si sono distinte in ambito letterario, cinematografico, teatrale, televisivo e radiofonico. I vincitori delle sezioni di narrativa e italianistica sono stati annunciati il precedente 4 luglio 2020.
La rassegna cinematografica collaterale si è svolta dal 27 giugno al 3 luglio 2020, inaugurata alla presenza di Riccardo Milani, direttore artistico del festival, Pasquale Petrolo e Claudio Gregori. Si è trattata della prima manifestazione nazionale ad esser stata confermata in seguito all'emergenza sanitaria causata dalla pandemia di COVID-19.

## Vincitori

### Letteratura

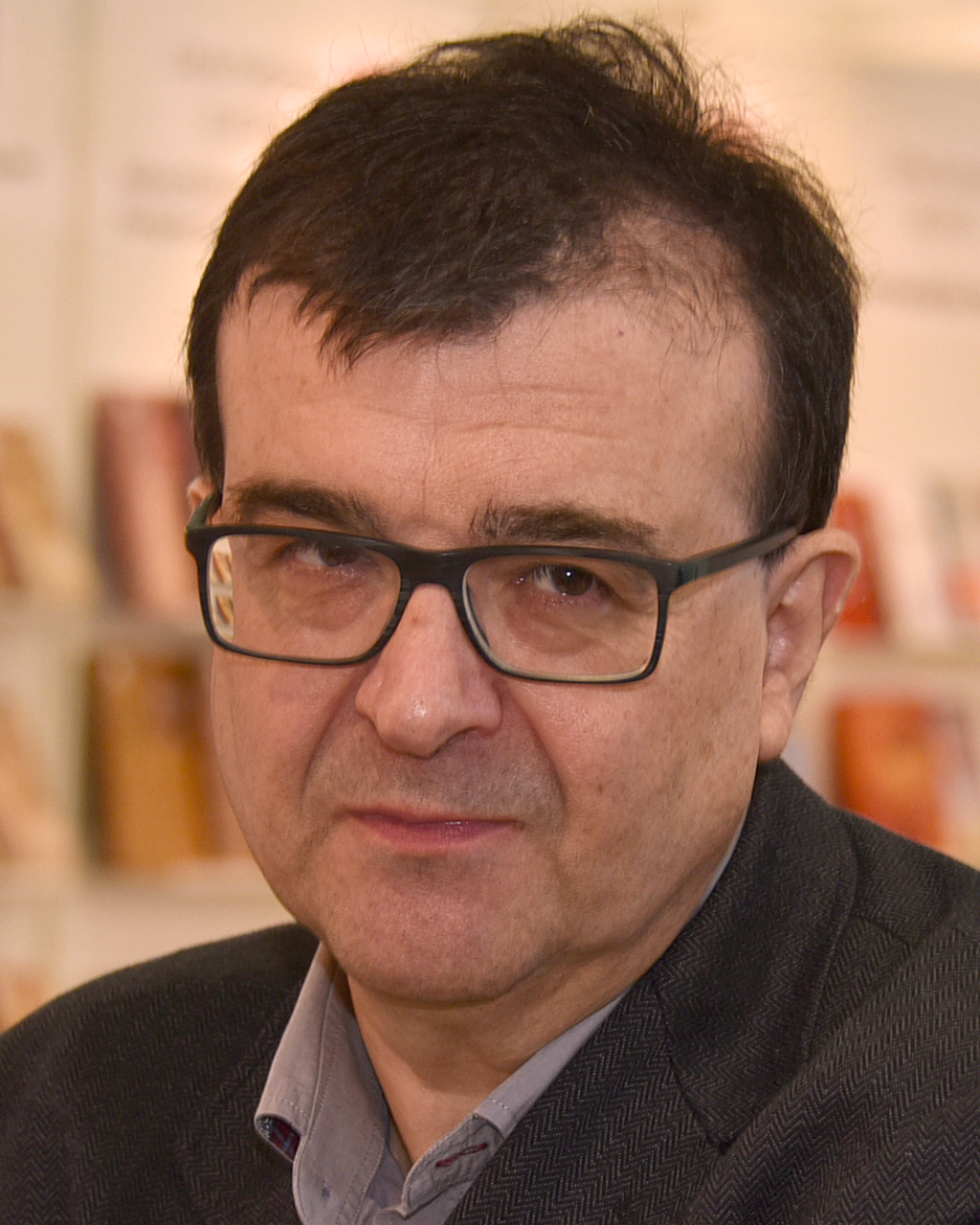
Javier Cercas, vincitore del premio di letteratura alla carriera

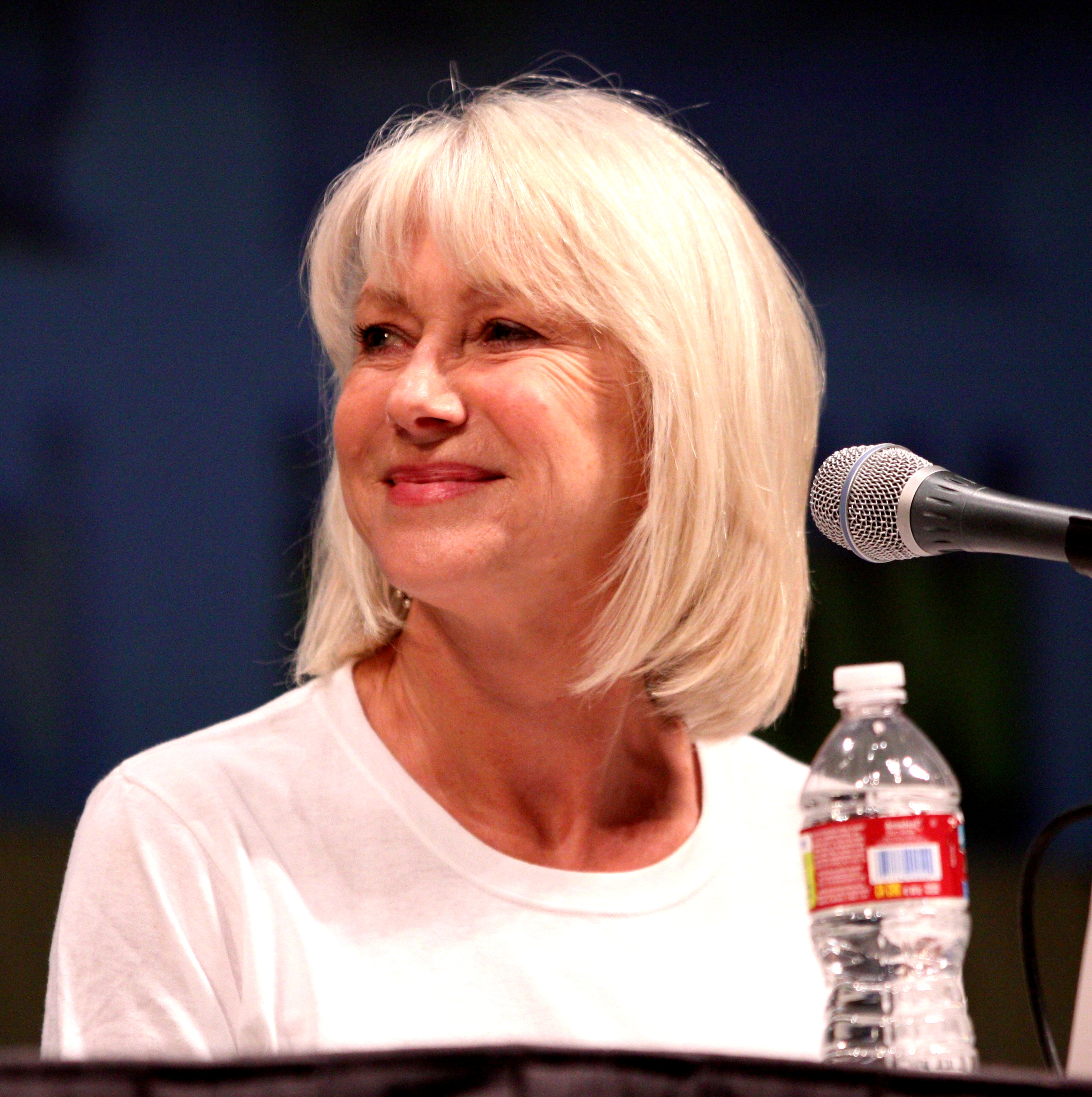
Helen Mirren, vincitrice del premio di cinema alla carriera

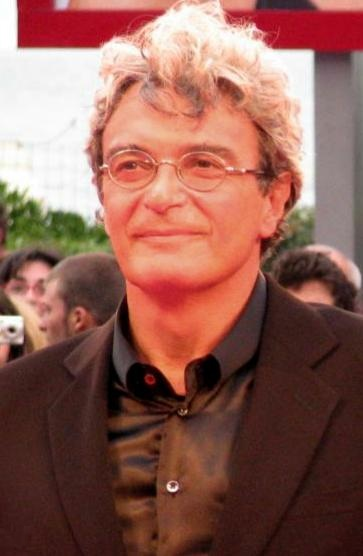
Mario Martone, vincitore del premio di cinema per la sceneggiatura

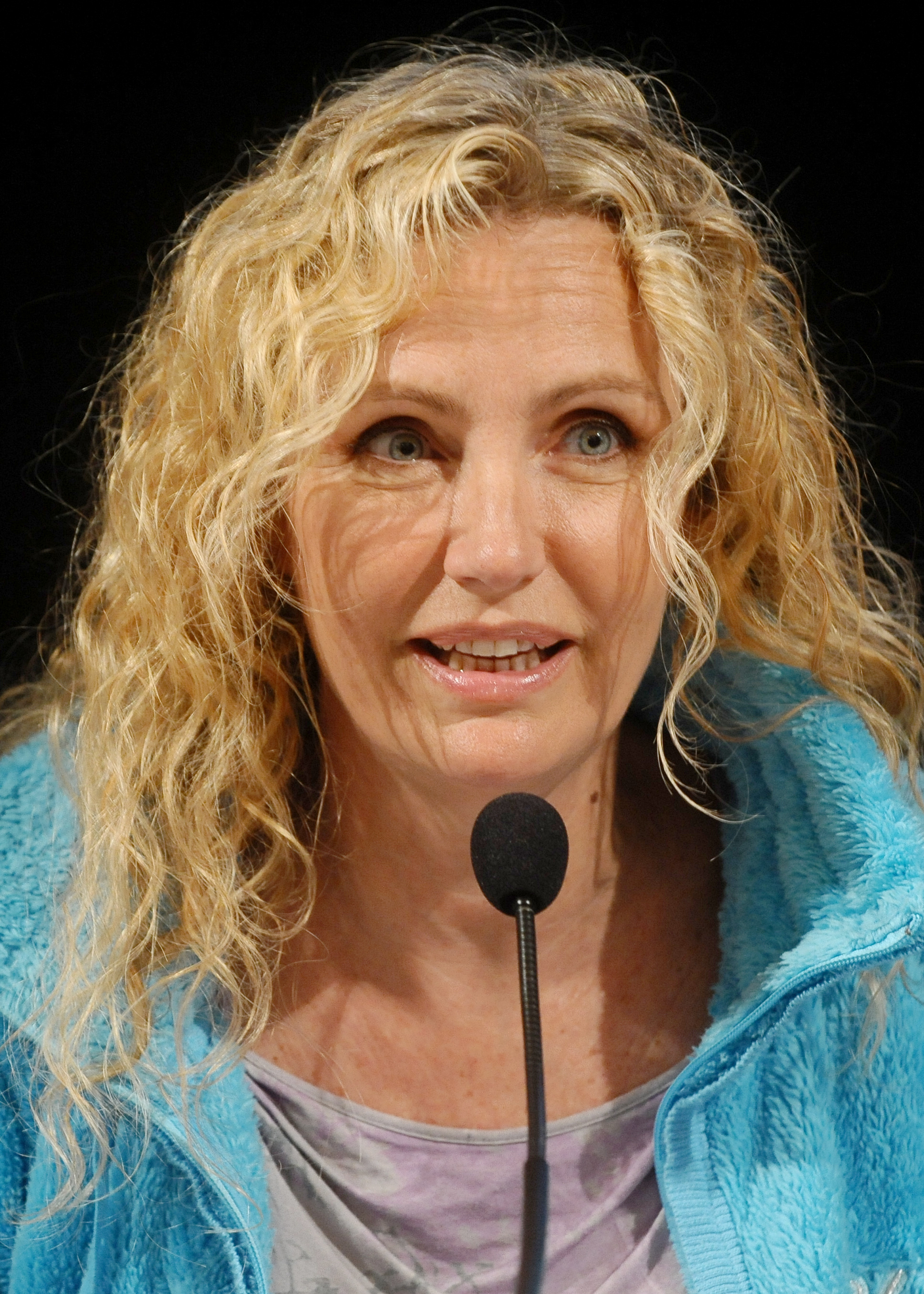
Licia Colò, vincitrice del premio per il programma culturale

Luca Barbarossa, vincitore del premio per il programma radio

- Premio per la narrativa: Gabriele Pedullà per Biscotti della fortuna (Einaudi)
- Premio per la narrativa (giovani): Claudia Petrucci per L'esercizio (La nave di Teseo)
- Premio internazionale di italianistica: Natalie Crohn Schmitt per Performing Commedia dell'Arte, 1570 – 1630 (Stati Uniti), Sangjin Park per La Divina Commedia: l'epica cantata da Dante (Corea)
- Premio internazionale alla carriera: Javier Cercas
- Premio speciale: Francesco Durante per Camillo & Son (Carabba), Angelo Fabbrini per La valigetta dell'accordatore (Passigli)

### Cinema
- Premio per la regia: Claudio Giovannesi per La paranza dei bambini
- Premio per l'interpretazione maschile: Pierfrancesco Favino per Hammamet
- Premio per l'interpretazione femminile: Lunetta Savino per Rosa
- Premio per la sceneggiatura: Mario Martone e Ippolita di Majo per Il sindaco del rione Sanità
- Premio per l'opera prima: Simone Catania per Drive Me Home
- Premio internazionale alla carriera: Helen Mirren
- Premio alla carriera: Aldo, Giovanni e Giacomo

### Teatro
- Premio per la regia: Valerio Binasco per Rumori fuori scena
- Premio per l'interpretazione maschile: Daniele Pecci per Un tram che si chiama Desiderio
- Premio per l'interpretazione femminile: Giulia Lazzarini per Arsenico e vecchi merletti
- Premio per il musical: Rapunzel e la Regina di Ghiaccio
- Premio alla carriera: Paola Quattrini e Edoardo Siravo
- Premio speciale: Alessandro Longobardi

### Televisione e radio
- Premio per la regia: Alberto Sironi per Il commissario Montalbano
- Premio per l'interpretazione maschile: Edoardo Leo per Ognuno è perfetto
- Premio per l'interpretazione femminile: Vanessa Scalera per Imma Tataranni - Sostituto procuratore
- Premio per la sceneggiatura: Alessandro Fabbri per Il processo
- Premio per il programma: Massimo Bernardini per TV Talk (Rai 3)
- Premio per il programma culturale: Licia Colò per Eden - Un pianeta da salvare (LA7)
- Premio per il programma radio: Luca Barbarossa per Radio 2 Social Club (Rai Radio 2)
- Premio alla carriera: Carlo Verdelli
- Premio speciale di giornalismo: Marzio Toniolo

## Giurie
Letteratura
- Fabio Bacà, scrittore
- Donatella Di Pietrantonio, scrittrice e giornalista
- Raffaele Manica, saggista
- Renato Minore, critico letterario e scrittore
- Raffaello Palumbo Mosca, docente universitario

Cinema
- Roberto Andò, regista e sceneggiatore
- Alessandro Bencivenni, sceneggiatore
- Valerio Caprara, critico cinematografico
- Laura Delli Colli, saggista
- Franco Mariotti, giornalista
- Giuliano Montaldo, regista e sceneggiatore
- Milena Vukotic, attrice

Teatro
- Giovanni Antonucci, drammaturgo
- Gianfranco Bartalotta, docente universitario
- Antonio Calenda, regista teatrale
- Masolino D'Amico, critico teatrale e scrittore
- Marco Patricelli, docente universitario

Televisione e radio
- Roberto Balducci, giornalista
- Alfredo Baldi, saggista
- Stefano Reali, regista e sceneggiatore
- Gabriella Simoni, giornalista
- Cinzia Terlizzi, giornalista

Italianistica
- Isabella Camera d'Afflitto, linguista e traduttrice
- Maria Concetta Costantini, docente e linguista
- Andrea Moro, linguista e scrittore